# Intrastat
Intrastat – wprowadzony w Polsce 1 maja 2004, a funkcjonujący w Unii Europejskiej od 1993 system statystyki handlu towarami pomiędzy państwami członkowskimi Unii Europejskiej. Dzięki systemowi Intrastat przekazywane są informacje przedsiębiorców o dokonanym przywozie lub wywozie towarów między krajami należącymi do Wspólnoty Europejskiej. 
W obrocie z krajami Unii Europejskiej, który nie jest objęty obowiązkiem celnym, dokument Intrastat zastąpił sporządzane do 30 kwietnia 2004 deklaracje celne, jak np. dokument SAD (Single Administrative Document).
Deklaracja Intrastat zawiera dane podobne do deklaracji celnej (kod taryfy celnej CN, kraj pochodzenia towaru, masa netto, deklarowana wartość i ilość we właściwej dla danego towaru uzupełniającej jednostce miary, jeśli dany kod CN wymaga takiej jednostki). 
Deklaracja Intrastat jest składana za okresy miesięczne, osobno dla przywozu i wywozu, jeżeli przez przedsiębiorcę zostały przekroczone w poprzednim roku sprawozdawczym kwoty obrotów określonych progami statystycznymi, ogłaszanymi corocznie przez GUS. 
W Polsce są stosowane 2 progi: 
- próg podstawowy – jego przekroczenie w przywozie lub wywozie zobowiązuje do przekazywania podstawowych informacji o obrotach,
- próg szczegółowy – odrębny dla przywozu i wywozu, zobowiązuje do przekazywania szczegółowych informacji na temat realizowanych obrotów towarowych z krajami UE.

Oprócz systemu Intrastat, w krajach UE funkcjonuje także system Extrastat.